# Équipe du Japon de football à la Copa América 1999
L'équipe du Japon de football participe à sa première Copa América lors de l'édition 1999 qui se tient au Paraguay du 29 juin 1999 au 18 juillet 1999. Elle se rend à la compétition en tant que nation invitée au même titre que le Mexique.
Les Japonais termiment derniers du groupe A avec un bilan d'un résultat nul et deux défaites en trois matchs.

## Résultat

### Premier tour
| Classement final |          |     |   |   |   |   |    |    |      |
|                  | Équipe   | Pts | J | G | N | P | BP | BC | Diff |
| 1                | Paraguay | 7   | 3 | 2 | 1 | 0 | 5  | 0  | +5   |
| 2                | Pérou    | 6   | 3 | 2 | 0 | 1 | 4  | 3  | +1   |
| 3                | Bolivie  | 2   | 3 | 0 | 2 | 1 | 1  | 2  | -1   |
| 4                | Japon    | 1   | 3 | 0 | 1 | 2 | 3  | 8  | -5   |

| 29 juin   | Paraguay | 0 | 0 | Bolivie |
| 29 juin   | Pérou    | 3 | 2 | Japon   |
| 2 juillet | Paraguay | 4 | 0 | Japon   |
| 2 juillet | Pérou    | 1 | 0 | Bolivie |
| 5 juillet | Bolivie  | 1 | 1 | Japon   |
| 5 juillet | Paraguay | 1 | 0 | Pérou   |

| 29 juin 1999 | Pérou                      | 3 – 2   | Japon                | Estadio Defensores del Chaco (Asuncion)       |                                               |
|              | Soto 70e · Holsen 74e, 81e | (1 - 0) | Lopes 6e · Miura 77e | Spectateurs : 45 000 Arbitrage : Byron Moreno | Spectateurs : 45 000 Arbitrage : Byron Moreno |

| 2 juillet 1999 | Paraguay                               | 4 – 0   | Japon | Estadio Defensores del Chaco (Asuncion)           |                                                   |
|                | Benítez 18e, 62e · Santa Cruz 40e, 86e | (2 - 0) |       | Spectateurs : 40 000 Arbitrage : Benito Archundia | Spectateurs : 40 000 Arbitrage : Benito Archundia |

| 5 juillet 1999 | Bolivie                         | 1 – 1   | Japon                        | Monumental Río Parapití (Pedro Juan Caballero) |                                               |
|                | E. Sanchez 52e · O. Sánchez 44e | (0 - 0) | Lopes 75e (pen.) · Ihara 82e | Spectateurs : 20 000 Arbitrage : Byron Moreno  | Spectateurs : 20 000 Arbitrage : Byron Moreno |

## Navigation